# الکساندر چتکوویچ
الکساندر چتکوویچ (انگلیسی: Alexander Cvetković؛ زادهٔ ۲۹ نوامبر ۱۹۹۶) بازیکن فوتبال است.